# Pont d'Ougrée

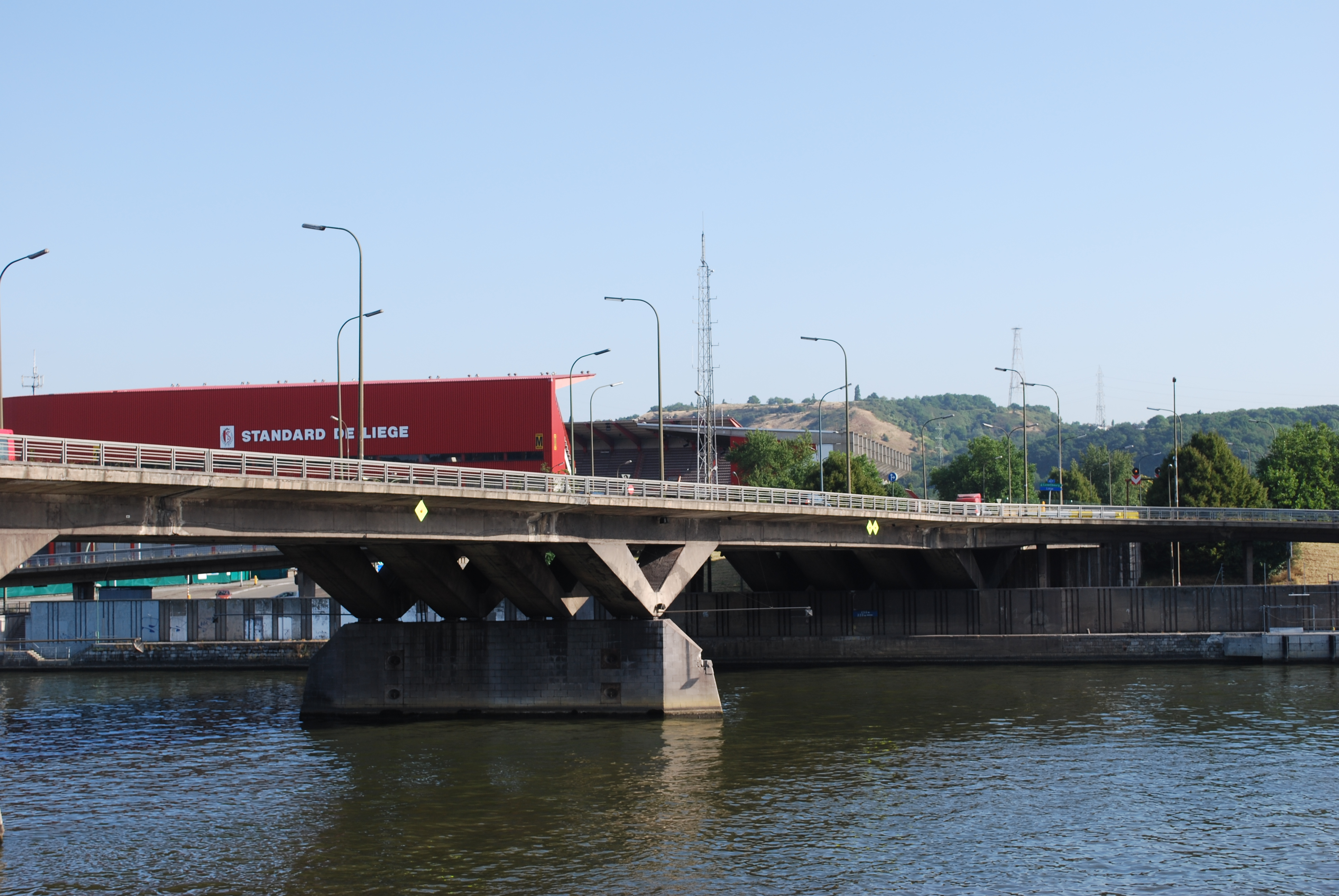
Pont d'Ougrée

De Pont d'Ougrée is een brug over de Maas die de tot de gemeente Luik behorende plaatsen Ougrée en Sclessin met elkaar verbindt.
Op de linkeroever van de Maas, ter hoogte van het stadion van Standard Luik, begint de gewestweg N63 die zuidwaarts door de Condroz naar Marche-en-Famenne voert. Deze weg maakt onderdeel uit van de Europese weg 46.
Het is een liggerbrug die in 1968 in gebruik werd genomen.